# Шефер, Александр Николаевич
Александр Николаевич Шефер (30 августа (12 сентября) 1866, Санкт-Петербург — 1914) — российский композитор, пианист и дирижёр.

## Биография
Окончил Санкт-Петербургскую консерваторию (1886). Практиковал как фортепианный педагог, был автором многочисленных фортепианных переложений оперной музыки.
В 1898—1902 гг. дирижировал оперной труппой Панаевского театра, затем — Народного дома, где дирижировал, в частности, «Орлеанской девой» Чайковского (1902), «Юдифью» Серова, «Царской невестой» Римского-Корсакова и «Рафаэлем» Аренского (1903), «Жизнью за царя» и «Русланом и Людмилой» Глинки, «Фаустом» Гуно (1905), «Тангейзером» Вагнера и «Робертом-дьяволом» Мейербера (1906), «Травиатой» Верди (1907), а также собственной оперой «Цыганы» по одноимённой поэме А. С. Пушкина (1901), о которой «Русская музыкальная газета» сочувственно отозвалась как «в манере Чайковского, но не лишённого характерности, настроения и изящности»; другая опера Шефера, «Тизба», не была поставлена и осталась в рукописи. Среди певцов, работавших с Шефером в Народном доме, были, в частности, Стефан Егизаров, Яков Любин, Екатерина Орель, Александр Порубиновский, Мария Пржебылецкая.

## Избранные произведения

### Музыкальный театр
- «Тизба», опера в 4 действиях
- «Цыганы», опера в 3 действиях (1-я пост.: СПб., 1901)
- «Остров фантазии», балет в 1 действии (1-я пост.: СПб., 1910)

### Сочинения для оркестра
- 2 симфонии
- 3 сюиты (в т. ч. «Русские песни и пляски»)
- Скерцо

### Камерная музыка
- Струнный квартет
- Фортепианное трио

### Сочинения для голоса и фортепиано
- Романсы
- Мелодекламации на слова И. А. Крылова, А. К. Толстого, И. З. Сурикова и др. поэтов

### Музыка к театральным постановкам
- «Разрыв-трава», по одноимённой пьесе Е. П. Гославского (Новый театр, 1901)

### Транскрипции произведений других авторов
- Брага Г. «Серенада (Валашская легенда)» (для скрипки и фортепиано)
- Кюи Ц. А. «Миниатюры» для фортепиано, Ор. 20 (для фортепиано в 4 руки; совместно с Г. О. Дютшем)
- Кюи Ц. А. «Миниатюры» для скрипки и фортепиано, Ор. 39 (ок. 1895, для фортепиано в 4 руки)
- Мусоргский М. П. «Картинки с выставки» (1900, для фортепиано в 4 руки; совместно с К. Н. Черновым)
- Чайковский П. И. «Масленица», «Баркарола», «На тройке» и «Святки» из цикла «Времена года», Op. 37bis (для 2 фортепиано)

## Дискография
В 2018 году лейбл звукозаписи «Hänssler Classic» выпустил компакт-диск «Цезарь Кюи: Фортепианные транскрипции» (César Cui: Piano Transcriptions, каталожный номер HC17049), который включает два цикла «Миниатюр» (ор. 20 и ор. 39) в транскрипции А. Н. Шефера.